# Ezékiel apokrifonja
Ezékiel apokrifonja egy ószövetségi apokrif irat.
Az írás töredékesen maradt fenn, írója nem ismeretes. Töredékei között közmondások, bölcsességek, valamint egy parabola található. Ez utóbbi elmeséli, hogy egy király országában csak katonák élnek, kivéve két polgárt. Ezek egyike vak, a másik béna. A vak a béna nyakába ülve bejut a király kertjébe és az ünnepi lakomára. A történet lényege, hogy az utolsó ítéletkor a hivatásosakon kívül a magánemberek is üdvözülhetnek; illetve, hogy az ember testét és lelkét együtt éri az üdvözülés. Az eszkatologikus témakör Ezékiel könyvének 34. fejezetéhez kapcsolódik.